# Tonight’s Music
Tonight’s Music to minialbum zespołu Katatonia wydany w 2001 roku. Album zawiera 3 utwory.

## Lista utworów
1. "Tonight’s Music"
2. "Help Me Disappear"
3. "O' How I Enjoy The Light"

## Twórcy
- Jonas Renkse – wokal
- Anders Nyström – gitara, keyboard
- Fredrik Norrman – gitara
- Mattias Norrman – gitara basowa
- Daniel Liljekvist – perkusja